# Châtillon-sur-Saône
Châtillon-sur-Saône ist eine französische Gemeinde mit 106 Einwohnern (Stand 1. Januar 2022) im Département Vosges in der Region Grand Est; sie gehört zum Arrondissement Neufchâteau und zum Kanton Darney. Die Bewohner werden Châtillonnais und Châtillonnaises genannt.

## Geografie

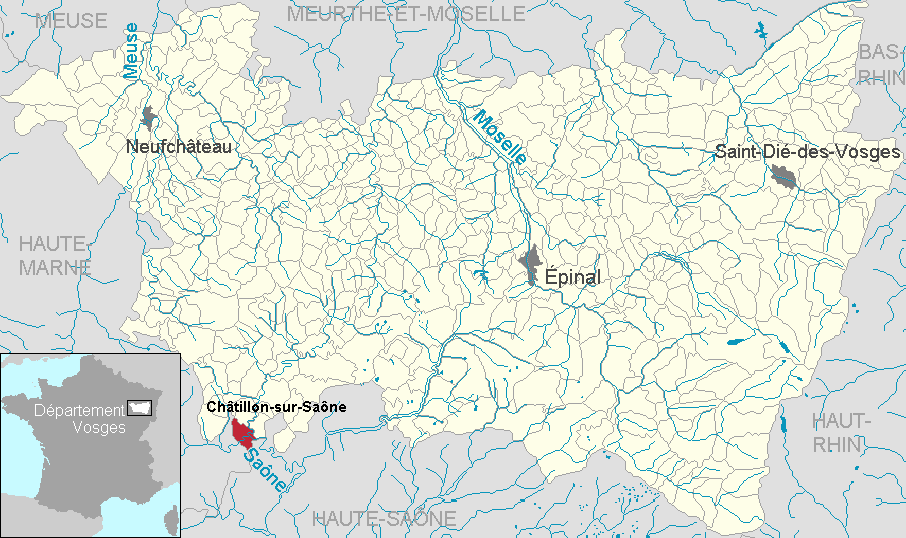
Lage der Gemeinde Châtillon-sur-Saône im Département Vosges

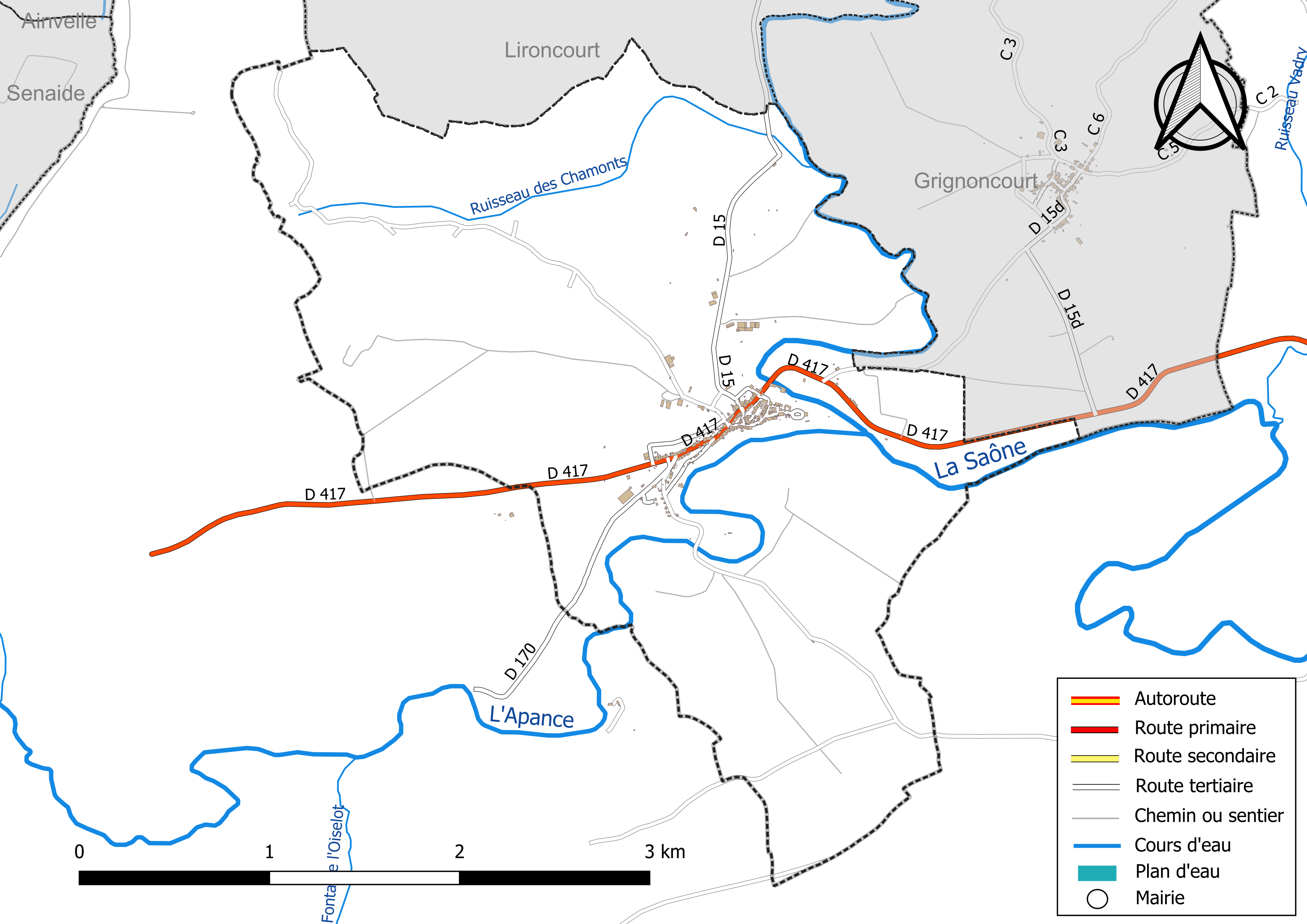
Gewässer und Straßen der Gemeinde

Die Gemeinde Châtillon liegt etwa 28 Kilometer südsüdwestlich von Vittel und etwa 51 Kilometer südwestlich von Épinal an der Mündung der Apance in die Saône im äußersten Südwesten Lothringens. Sie grenzt im Südwesten an das Département Haute-Marne und im Südosten an das Département Haute-Saône. Der größte Teil des Gemeindegebiets ist der Landwirtschaft gewidmet. An seinen Grenzen sind einige Wälder Teil des Staatswald von Darney. Im Norden finden wir mit 398 m den höchsten Punkt von Châtillon. Der tiefste Punkt, 229 m, fällt mit dem Eintritt der Saône in die Franche-Comté zusammen.
Nachbargemeinden von Châtillon-sur-Saône sind Lironcourt im Norden, Grignoncourt im Nordosten, Jonvelle (Haute-Saône) im Südosten, Enfonvelle (Haute-Marne) im Südwesten sowie Fresnes-sur-Apance (Haute-Marne) im Westen.

## Geschichte
In Châtillon gab es eine Festung, die der Graf Heinrich III., Graf von Bar, 1301 an Philipp IV., König von Frankreich, abtrat, als er in dessen Gefangenschaft war. Um 1634 wurde der Ort von schwedischen Soldaten zerstört. Nach dem Wiederaufbau wurde Châtillon Sitz eines königlichen Vogts. Von 1790 bis 1801 war der Ort sogar Sitz einer Kantonsverwaltung.

### Bevölkerungsentwicklung
| Jahr      | 1962 | 1968 | 1975 | 1982 | 1990 | 1999 | 2007 | 2019 |
| Einwohner | 270  | 236  | 226  | 201  | 176  | 179  | 160  | 112  |

## Sehenswürdigkeiten

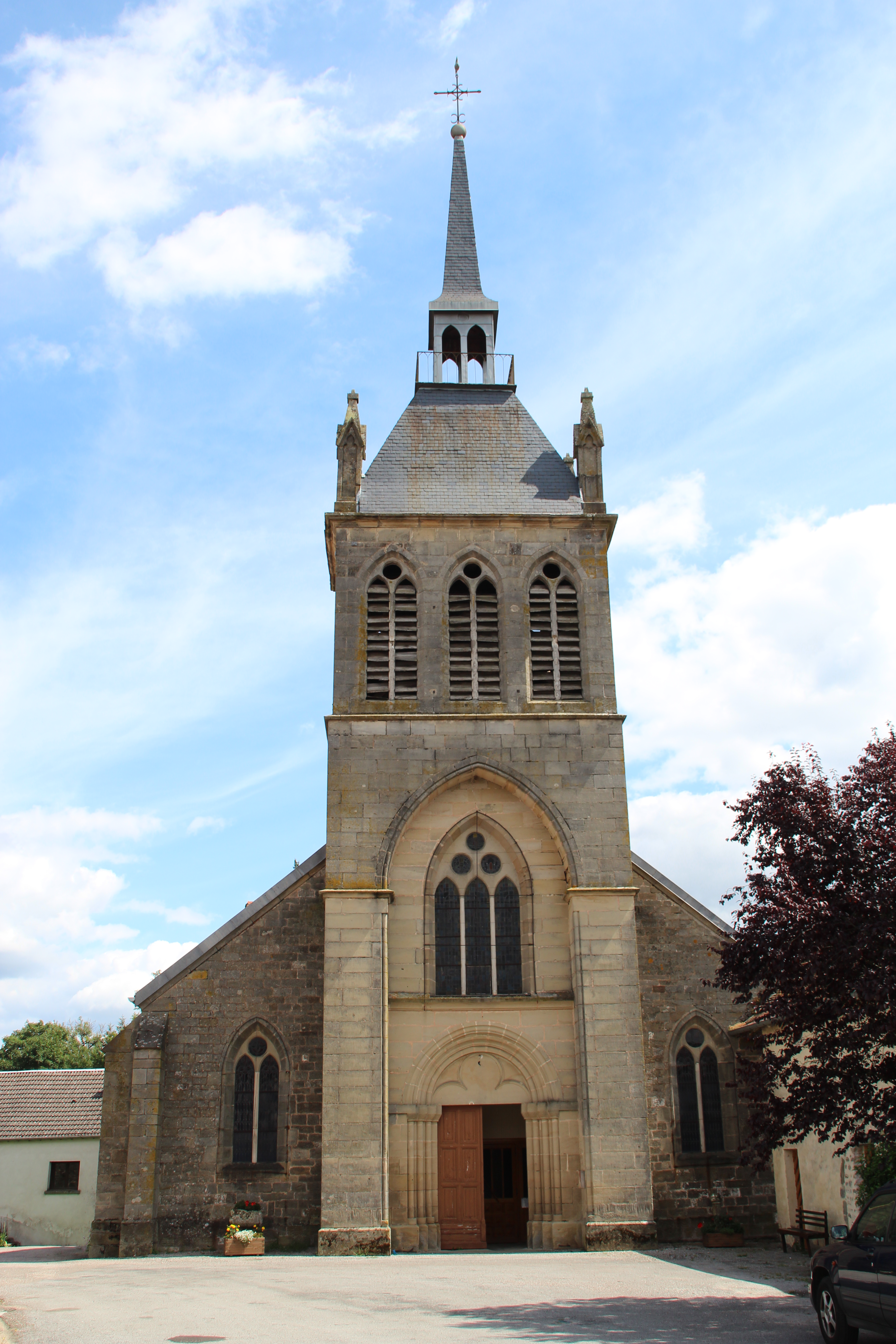
Kirche Mariä Geburt
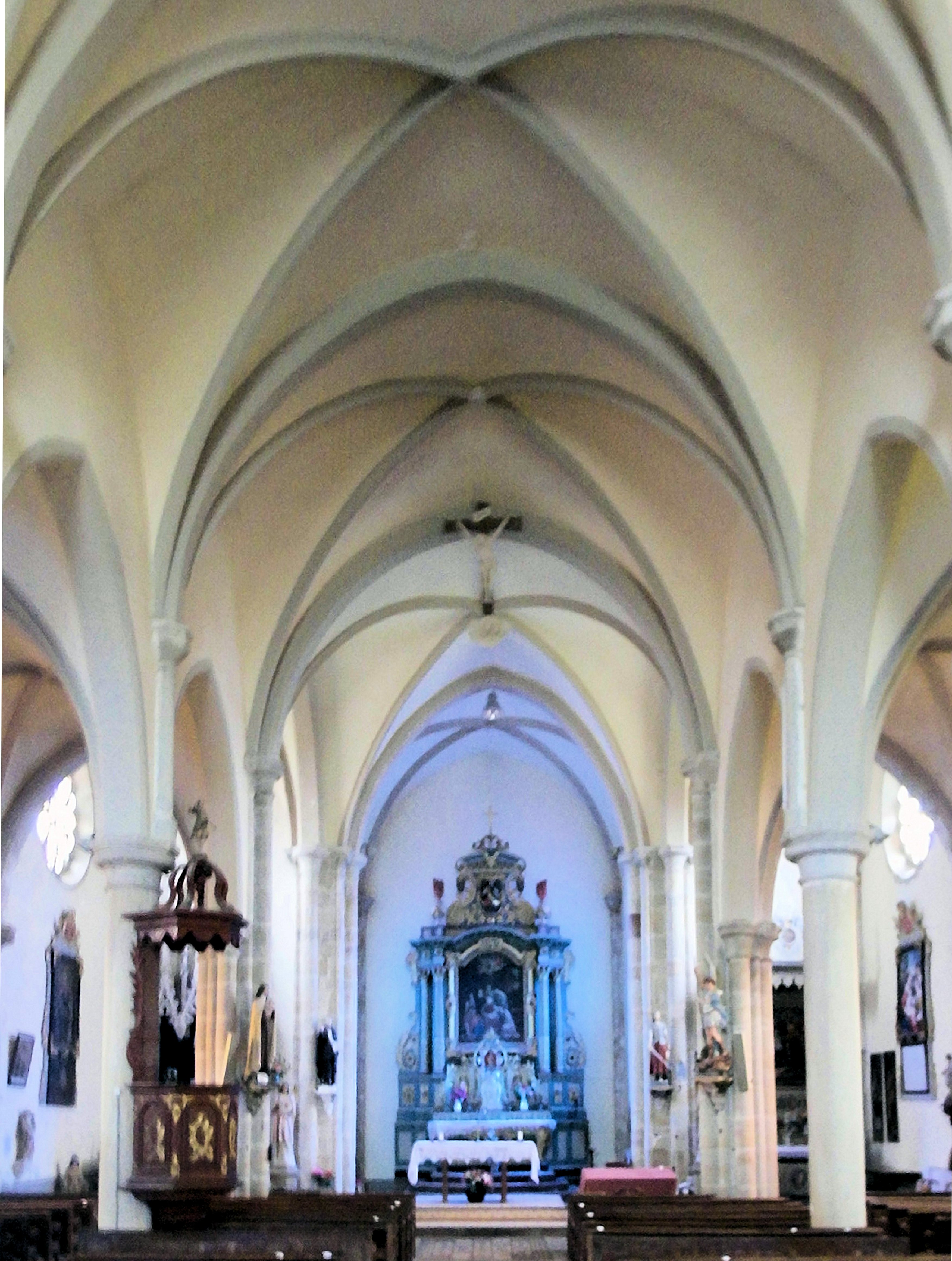
Innenansicht der Kirche Mariä Geburt
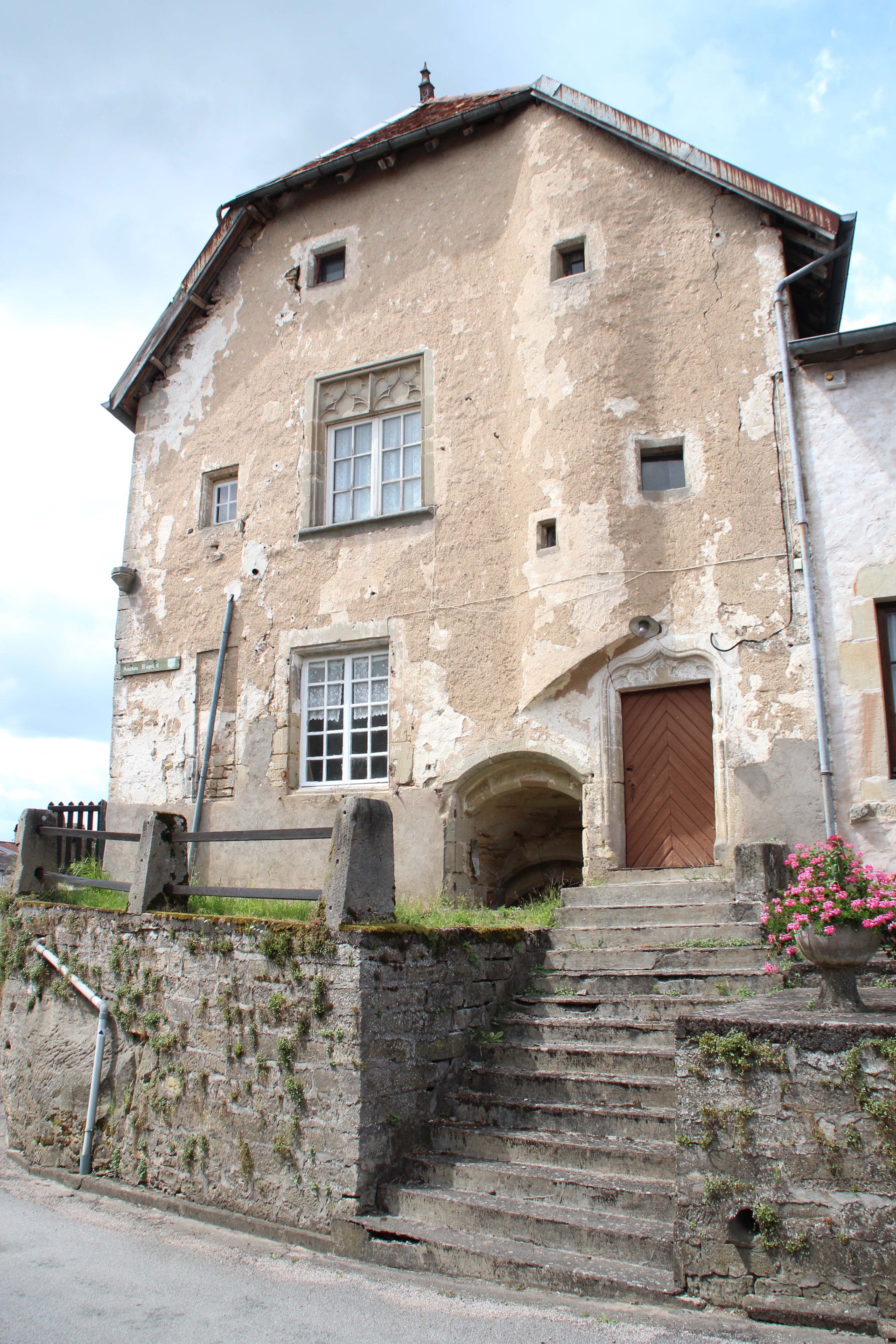
Ehemaliges Hospital
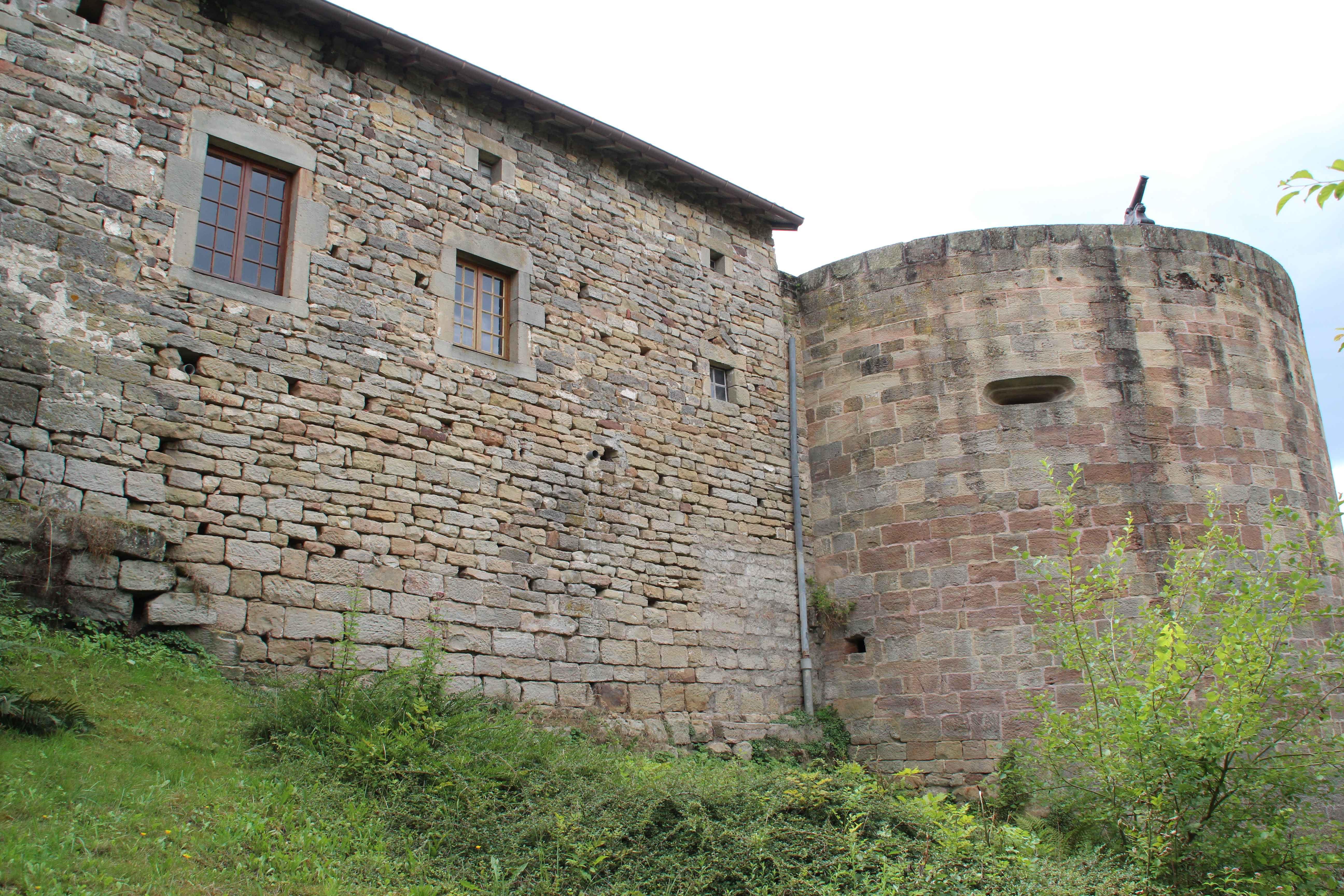
Stadtbefestigung
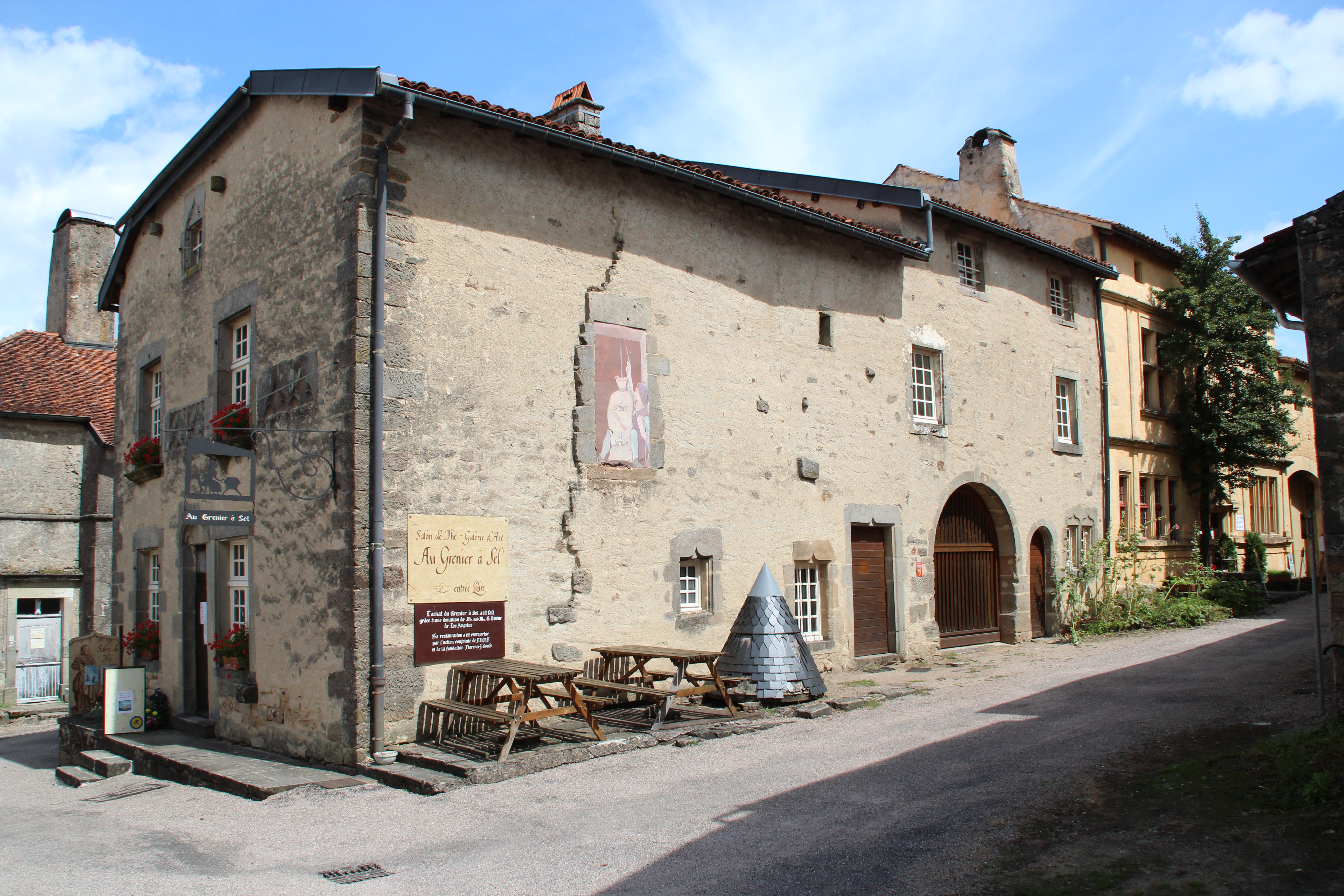
Ehemaliges Amtsgericht und Salzspeicher
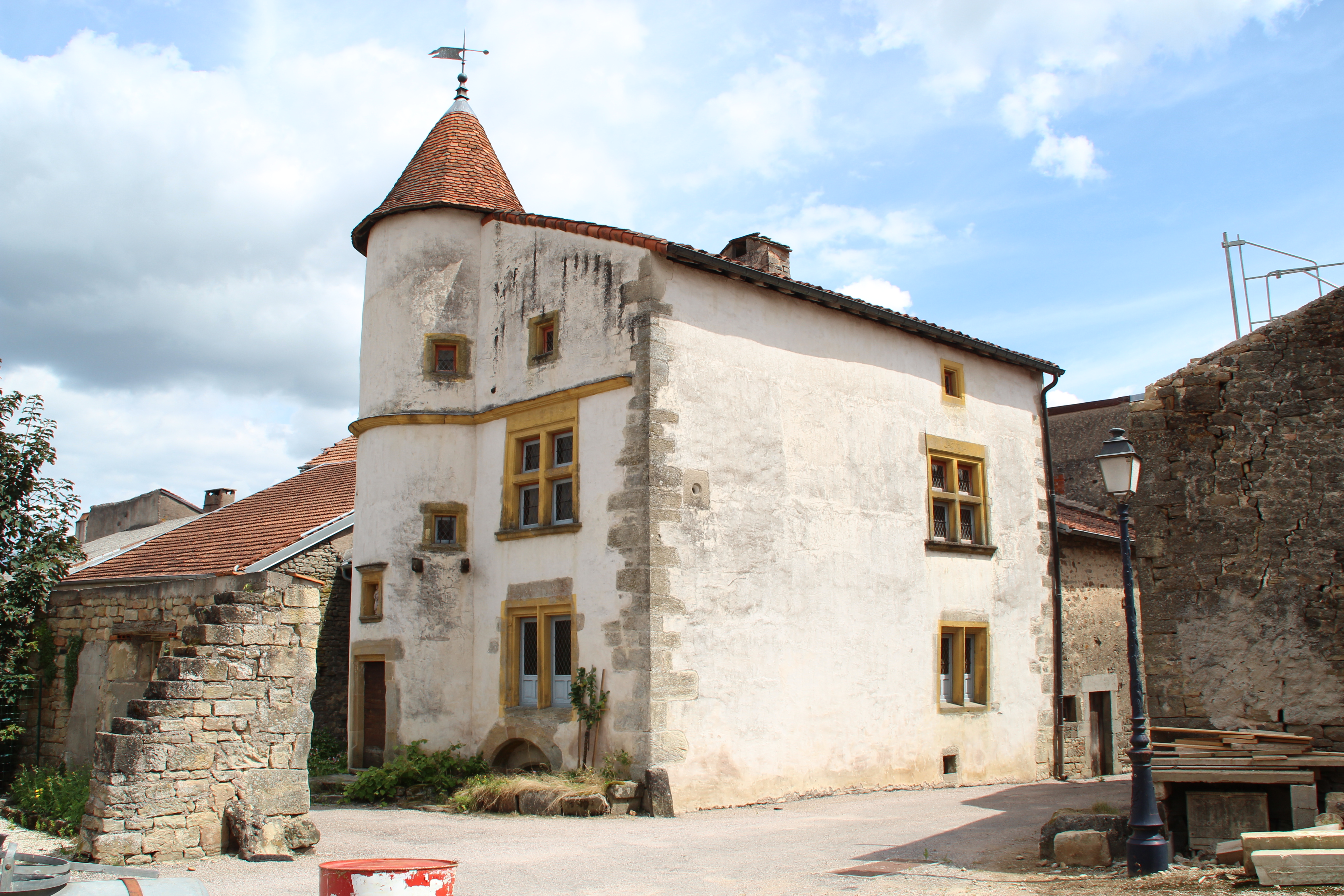
Hôtel de Sandrecourt
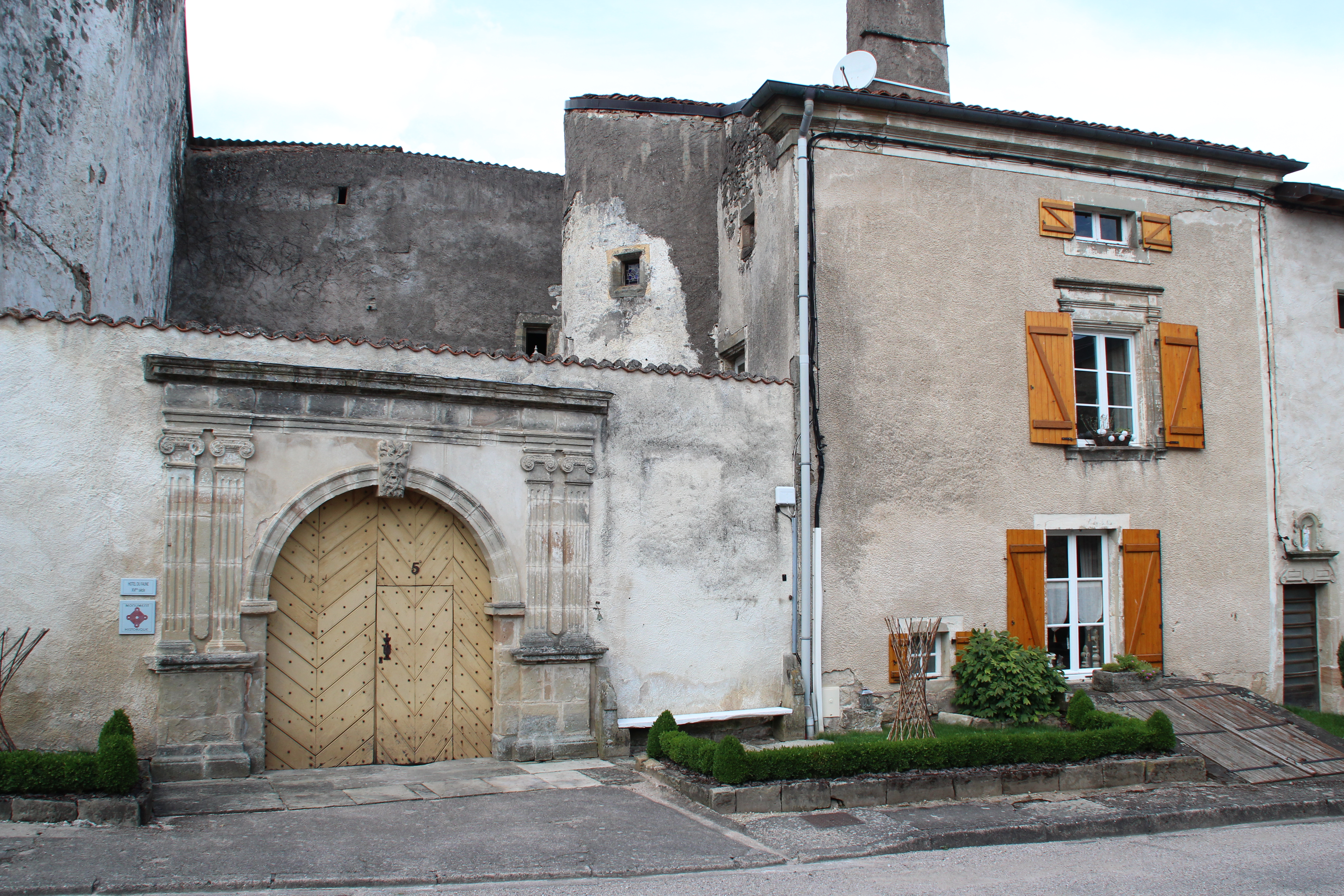
Hôtel du Faune
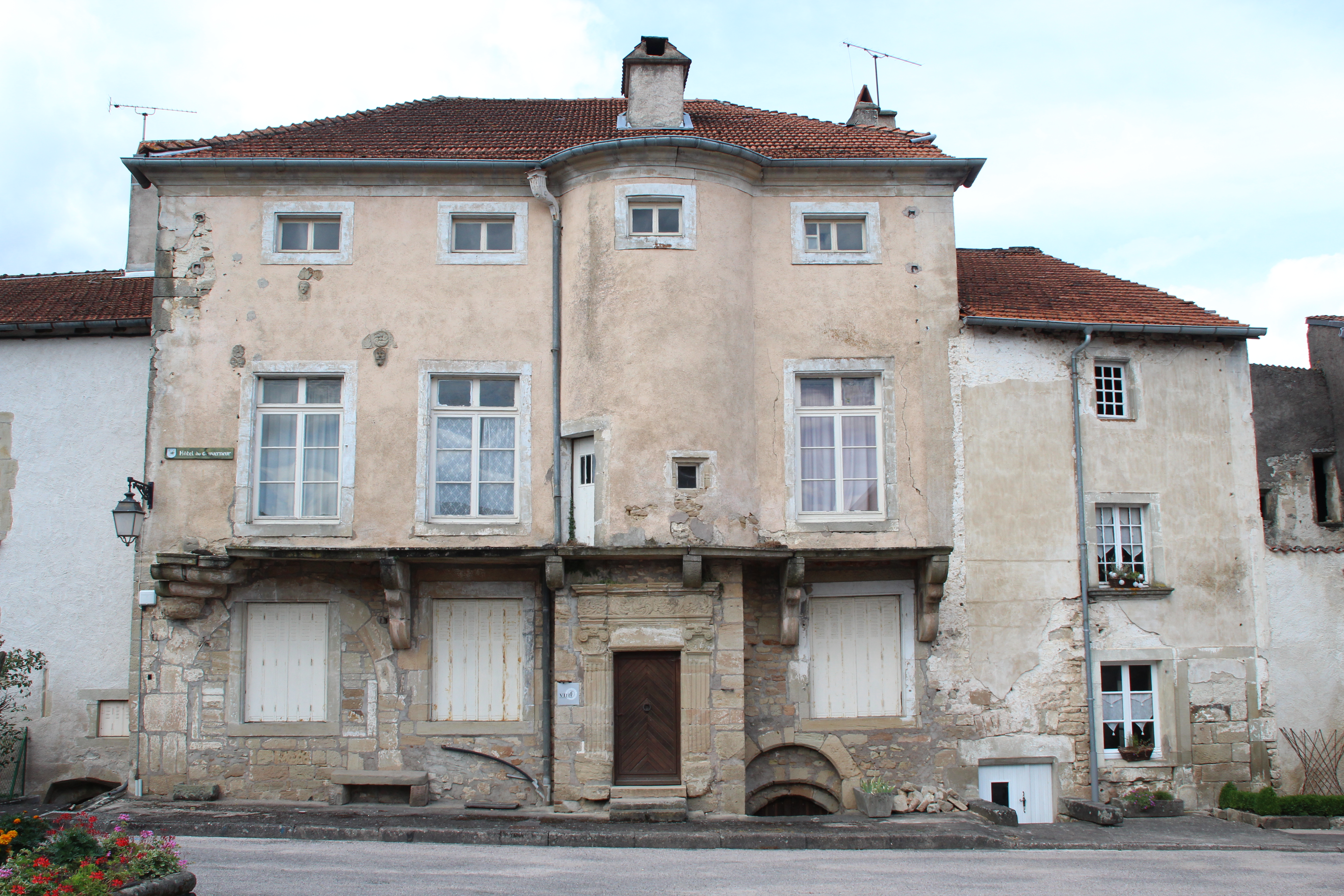
Hôtel du Gouverneur

## Persönlichkeiten
- Jan Monchablon (1854–1904), französischer Landschaftsmaler, geboren und verstorben in Châtillon-sur-Saône